# Bobeanu
Bobeanu – wieś w Rumunii, w okręgu Dolj, w gminie Drăgotești. W 2011 roku liczyła 54 mieszkańców.